# Hasenkamp (archäologischer Fundplatz in Minden-Dankersen)

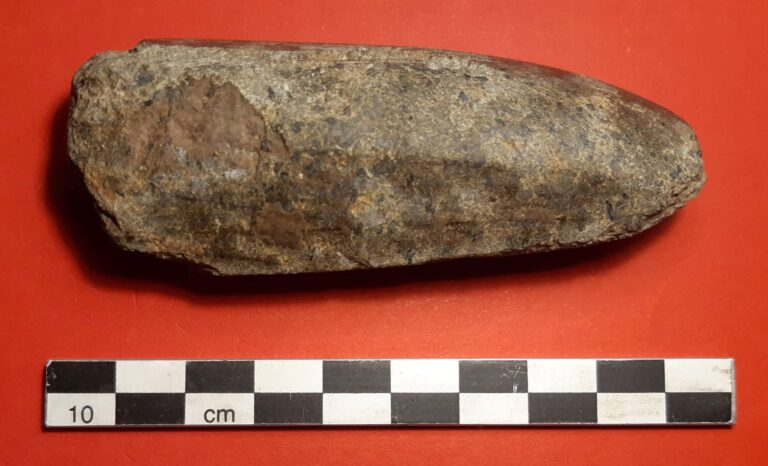
„Dechselklinge“ vom Hasenkamp. Finder: D. Bake/Gesellschaft zur Förderung der Bodendenkmalpflege im Kreis Minden-Lübbecke e.V.

Der „Hasenkamp“ ist ein seit 1985 bekannter archäologischer Fundplatz in der ostwestfälischen Stadt Minden im  Stadtteil Dankersen. Der Fundplatz aus dem frühesten Neolithikum ist zugleich eine abgelegene Pioniersiedlung dieser frühbäuerlichen Kultur in einem Gebiet von Jägern, Sammlern und Fischern. Die Angehörigen dieser bäuerliche Kultur, die Linearbandkeramiker, erreichten Westfalen zwischen 5300 und 5250 v. Chr.

## Lage
Das zentrale Siedlungsareal umfasst eine Fläche von etwa 7 ha. Dabei dürfte der westliche Teil durch den Straßenbau und die anschließende Bebauung zerstört worden sein. Wahrscheinlich lag die Siedlung, die heute etwa 2 km von der Weser entfernt liegt, zu dieser Zeit am Fluss, der seither seinen Lauf stark verändert hat. Zugleich lag sie am Rande des Lössgebiets, auf dem die frühesten Bauern üblicherweise siedelten. Der Siedlungsplatz befindet sich auf einer sandig-lehmigen Erhebung der Weserterrasse in rund 55 m Höhe über dem Meeresspiegel. Seit 2011 sind die Flurstücke 186, 248, 251 und 297 in der Flur 4 mit der Bezeichnung Jungsteinzeitlicher Siedlungsplatz Hasenkamp (Nr. B19) als Bodendenkmal geschützt.

## Geschichte
Entdecker des Fundplatzes war der Bodendenkmalpfleger der Stadt Minden Rolf Plöger. Dokumentiert wurden seither über 20 Dechseln, 70 Geräte bestanden aus Flint, davon wiederum wurden über 50 Stücke als Kratzer identifiziert. Hinzu kommen mehrere Geräte mit Endretusche, eine Spitze und ein Bohrer. Einige der Flintklingen weisen Sichelglanz auf, der als Indiz für Erntearbeit gilt. Produziert wurden die Flintwerkzeuge vor Ort, wie große Mengen an Abfall belegen. Auch fanden sich einige Klopfsteine sowie Schleif- oder Mahlsteinfragmente.

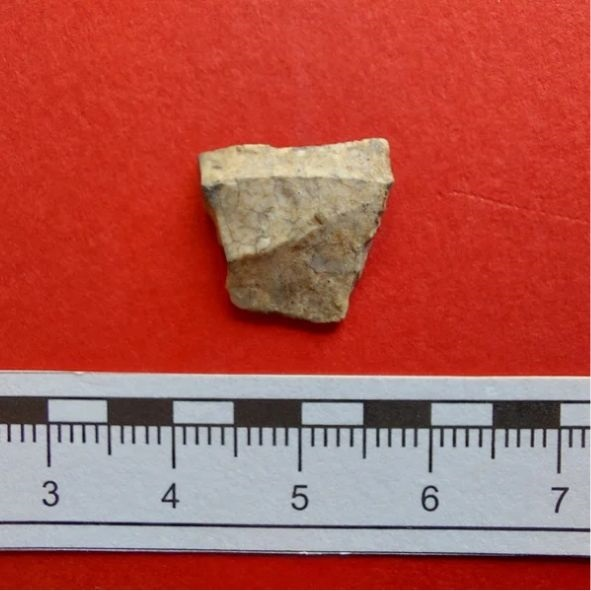
Querschneider vom Fundplatz Hasenkamp. Finder: D. Bake/GeFBdML e.V.

Als Siedlungsanzeiger gelten Keramik und Rotlehm, auch Hüttenlehm genannt. Dieser entsteht unter anderem beim Abbrennen von Hütten, einem Prozess, bei dem die lehmverputzten Wände verziegeln und zerfallen.
Unter den über hundert Keramikfragmenten, Lesefunden, befinden sich zahlreiche Stücke, die Linienbandverzierungen aufweisen.
Die Siedlung liegt ausgesprochen isoliert, weitab von den Siedlungsschwerpunkten der nächstsiedelnden Linearbandkeramiker, die als rheinische, nordhessische und niedersächsische Gruppen bezeichnet wurden. Sie befindet sich etwa 90 km von den nächsten westfälischen Siedlungen entfernt und etwa 60 km von den nächstgelegenen niedersächsischen, die sich östlich der Leine befinden. Das Verbreitungsgebiet der ersteren Gruppe erstreckt sich vom Rheinland bis in den Raum Paderborn, das zweite findet sein nördlichstes Gebiet in der Warburger Börde, das dritte erstreckt sich jenseits des Weserberglandes.
Ein weiterer Fundplatz, nämlich Niedernstöcken 21, etwa 35 km nordwestlich von Hannover gelegen, liegt gleichfalls außerhalb des Lößgebietes, in dem sich die frühen Bauern ansonsten ansiedelten. Es ist der einzige bisher bekannte Siedlungsplatz in der Norddeutschen Tiefebene, der dem frühesten Neolithikum angehört. Er befindet sich in einem Gebiet, in dem bis dahin ausschließlich Spuren mesolithischer Jäger und Sammler entdeckt worden waren.
Im Jahr 2021 wurde bekannt, dass das in Minden ansässige Unternehmen Ertl Systemlogistik (ESM) dringend nach Erweiterungsmöglichkeiten im Umfeld ihres Hauptkunden Mars Petcare (Standort am Hasenkamp in Dankersen) sucht. Es sollen eine Photovoltaik-Anlage und ein Parkplatz südlich von einem geplanten Hallenkomplex auf dem Bodendenkmal errichtet werden.

## Belege
1. ↑  Denkmalkarte 019. Minden 2011 (online [JPG; abgerufen am 14. September 2021]).
2. ↑  Karin Höhle, Daniel Bake: Minden-Dankersen – 7.000 Jahre altes Steingerät entdeckt. Hrsg.: Gesellschaft zur Förderung der Bodendenkmalpflege im Kreis Minden-Lübbecke e.V. Minden 2019.
3. ↑  Martin Heinen, Ulla Münch: Die Anfänge des Neolithikums in Nordrhein-Westfalen, in: Thomas Otten, Jürgen Kunow, Michael M. Rind, Marcus Trier (Hrsg.): Revolution Jungsteinzeit. Archäologische Landesausstellung Nordrhein-Westfalen, 2015, S. 123–129, hier: S. 128.
4. ↑  Klaus Gerken: Niedernstöcken 21 – Linienbandkeramisches Expansionsgebiet jenseits der Lössgrenze im Land der Jäger und Sammler?, in: Nachrichten aus Niedersachsens Urgeschichte 85 (2016) 31–78 (academia.edu).
5. ↑  Ein Denkmal verschwindet? – LBK-Siedlung in Dankersen soll überbaut werden. Abgerufen am 25. Juli 2023.

Koordinaten: 52° 18′ N, 8° 58′ O